# .sl
.sl je vrhovna internetska domena (country code top-level domain - ccTLD) za Sijera Leone. Domenom upravlja AFcom.

## Vanjske poveznice
- IANA .sl whois informacija  Arhivirana inačica izvorne stranice od 21. kolovoza 2008. (Wayback Machine)